# Facharzt für Hals-Nasen-Ohren-Heilkunde
Facharzt für Hals-Nasen-Ohren-Heilkunde, auch Hals-Nasen-Ohren-Arzt/Hals-Nasen-Ohren-Ärztin, ist in Deutschland die offizielle Bezeichnung für einen Facharzt, der sich auf die ärztliche Tätigkeit im Gebiet Hals-Nasen-Ohren-Heilkunde spezialisiert hat.

## Gebiet Hals-Nasen-Ohrenheilkunde
Das Gebiet Hals-Nasen-Ohrenheilkunde umfasst nach der Definition der deutschen Weiterbildungsordnung für Ärztinnen und Ärzte die Gesundheitsberatung, Vorbeugung, Erkennung, konservative und operative Behandlung, Nachsorge und Rehabilitation von Erkrankungen, Verletzungen, Fehlbildungen, Formveränderungen und Tumoren des Ohres, der Nase, der Nasennebenhöhlen, der Orbita, der vorderen und seitlichen Schädelbasis, der Mundhöhle einschließlich der Lippe, des Pharynx und Larynx, der Trachea, des proximalen Ösophagus, der Kopfspeicheldrüsen sowie der Weichteile mit Lymphsystem von Kopf, Gesicht und Hals und von Funktionsstörungen der in diesem Bereich gelegenen Sinnesorgane und den ihnen zugeordneten Hirnnerven sowie von Schluck-, Stimm-, Sprach-, Sprech- und Hörstörungen.

## Facharzt-Weiterbildung
Um in Deutschland als Facharzt für Hals-Nasen-Ohrenheilkunde tätig werden zu können, muss nach dem Abschluss eines Medizinstudiums und erteilter Approbation als Arzt eine mindestens fünfjährige Weiterbildung im Gebiet Hals-Nasen-Ohrenheilkunde mit Erfolg absolviert worden sein. Die Berechtigung zur Führung einer Facharzt-, Schwerpunkt- oder Zusatzbezeichnung wird nach einer mündlichen Prüfung von der zuständigen Landesärztekammer erteilt.
Die Weiterbildung muss an zugelassenen Weiterbildungsstätten absolviert werden: mindestens
- 60 Monate Hals-Nasen-Ohrenheilkunde, davon
  - können zum Kompetenzerwerb bis zu 12 Monate Weiterbildung in anderen Gebieten erfolgen.

Bei der Anmeldung zur Weiterbildungsprüfung müssen der zuständigen Ärztekammer sämtliche Nachweise über die erfüllten Mindestanforderungen vorgelegt werden. Dazu gehören auch die Logbuch-Dokumentationen über alle durch die MWBO vorgegebenen Inhalte der Weiterbildung. Zur Weiterbildungsprüfung muss man darlegen, dass man über die entsprechenden Kenntnisse, Erfahrungen und Fertigkeiten in Hals-Nasen-Ohrenheilkunde verfügt.

### Inhalte der Weiterbildung
Zur Weiterbildungsprüfung muss dargelegt werden können, dass man Kenntnisse, Erfahrungen und Fertigkeiten unter anderem in folgenden Bereichen erlangt hat:
- Notfälle
- Entzündungen
- Alters- und geschlechtsspezifische Erkrankungen
- Allergische und immunologische Erkrankungen sowie Umweltmedizin
- Diagnostische Verfahren in der Hals-Nasen-Ohrenheilkunde
- Gebietsbezogene Schmerztherapie
- Operative Therapie einschließlich endoskopischer und mikroskopischer Techniken
- Tumorerkrankungen
- humangenetischen Beratung
- Schlafbezogene Atemstörungen
- Stimm-, Sprech- und Sprach- sowie Schluckstörungen
- Wiederherstellungschirurgie.

Die Inhalte der Musterweiterbildungsordnung sind allerdings nur eine Empfehlung für die rechtsverbindlichen Weiterbildungsordnungen der Landesärztekammern, die hiervon abweichende Regelungen treffen können.

## Zusatz-Weiterbildungen
Fachärztinnen und -ärzte für Hals-Nasen-Ohren-Heilkunde haben die Möglichkeit, sich durch Zusatz-Weiterbildung weiter zu qualifizieren. Hierzu gehören insbesondere die Zusatz-Weiterbildungen Allergologie, Medikamentöse Tumortherapie, Plastische und Ästhetische Operationen, Schlafmedizin. Außerdem besteht die Möglichkeit der Qualifizierung in den Zusatz-Weiterbildungen, die Fachärzten der Gebiete der unmittelbaren Patientenversorgung vorbehalten sind.